# داركو روسو
داركو روسو (بالصربية: Дарко Русо)‏ هو مدرب كرة سلة صربي، ولد في 28 مارس 1962.